# Ламонт, Норман
Норман Стюарт Хьюсон Ламонт, барон Ламонт Леруикский (англ. Norman Stewart Hughson Lamont, Baron Lamont of Lerwick) — британский государственный деятель.

## Биография
Лорд Норман Ламонт родился в 1942 г. на Шетландских островах (к северу от Шотландии). Получил образование в Фицуильям-колледже, одном из колледжей Кембриджского университета.
С 1972 по 1997 г. представлял Консервативную партию Великобритании в Палате общин. В 1998 г. стал членом Палаты лордов. Работал на различных постах в кабинете Маргарет Тэтчер, в 1990-1993 гг. был министром финансов в правительстве Джона Мейджора. В 1998 году политику был пожалован пожизненный титул барона Леруика.